# ビトウィーン・トゥ・ファーンズ: ザ・ムービー
『ビトウィーン・トゥ・ファーンズ: ザ・ムービー』（原題:Between Two Ferns: The Movie）は2019年に配信されたアメリカ合衆国のコメディ映画である。監督はスコット・オーカーマン、主演はザック・ガリフィアナキスが務めた。

## 概略
ザック・ガリフィアナキスはWebトーク番組『Between Two Ferns』の司会を務めていたが、現状に満足しておらず、テレビ界への進出を狙っていた。そんなある日、偶然にも、ウィル・フェレルが『Between Two Ferns』を視聴し、それを自身が運営するサイトにアップロードした。その動画はネット上の注目を集めたが、ザックはネットユーザーたちから迷司会者と馬鹿にされた。汚名を返上するべく、ザックはスタッフと共に全米各地を駆け回り、セレブへの突撃インタビューを敢行することにした。

## キャスト
※括弧内は日本語吹き替え。
- ザック・ガリフィアナキス - 本人（奈良徹）
- ローレン・ラプカス - キャロル・ハンチ（珠宮夕貴）
- ライアン・ゴール - キャメロン・キャンベル（キャム）（奥田寛章）
- ジャヴァニ・リナヤオ - デ・ローレンティス(ブーム・ブーム)（伊藤亜祐美）
- エディ・パターソン - シャール・クラーツ
- レカー・シャンカル - ガヤ
- メアリー・シェアー - フラニー・シェンドリン（小林さとみ）
- メアリー・ホランド - ゲリー・プロップ
- マット・ベッサー - マイク・バーチョ
- フィル・ヘンドリー - ビル・ヤム
- ポール・ラスト - ユージーン・テニーソン
- A・D・マイルズ - マイケル
- ブレイク・クラーク - アール・キャンダートン
- ポール・F・トンプキンス - バーント・ミルピードゥ
- デミー・アディジュイーベイ - DJフワップ
- マンデル・モーン - ニック・ジェフリーズ

### 本人役での出演（出演順）
- マシュー・マコノヒー（藤原啓治）
- ブルース・ウィリス（台詞なし）
- キアヌ・リーブス（森川智之）
- ウィル・フェレル（遠藤純一）
- チャンス・ザ・ラッパー（斎藤寛仁）
- ラシダ・ジョーンズ（甲斐田裕子）
- アダム・スコット
- ジョン・チョー（祐仙勇）
- ジェイソン・シュワルツマン（斎藤寛仁）
- ボビー・ティスデイル
- ブリー・ラーソン（水樹奈々）
- デヴィッド・レターマン（佐々木勝彦）
- ポール・ラッド（木内秀信）
- クリッシー・テイゲン（宮本茉奈）
- ジョン・レジェンド（祐仙勇）
- ジョン・ハム（山寺宏一）
- ヘイリー・スタインフェルド
- マイケル・セラ
- オークワフィナ（杉浦慶子）
- ティファニー・ハディッシュ（橘U子）
- ベネディクト・カンバーバッチ（三上哲）
- テッサ・トンプソン（沢城みゆき）
- ピーター・ディンクレイジ（森川智之）
- ガル・ガドット（甲斐田裕子）
- フィービー・ブリジャーズ
- マット・バーニンガー
- ウォルター・マーティン

- その他の日本語吹き替え‐谷内健/佐藤友啓/細川祥央/宇田川紫衣那/辻田啓一

## 製作・マーケティング
2018年12月4日、Webトーク番組『Between Two Ferns with Zach Galifianakis』が映画化されると報じられた。2019年5月23日、本作が同年9月にNetflixで配信されるとの発表があった。6月17日、ライアン・ゴール、ローレン・ラプカス、ジャヴァニ・リナヤオの出演が決まった。7月10日、アレックス・ワーマンが本作で使用される楽曲を手掛けるとの報道があった。9月3日、本作のオフィシャル・トレイラーが公開された。

## 評価
本作は批評家から好意的に評価されている。映画批評集積サイトのRotten Tomatoesには54件のレビューがあり、批評家支持率は74%、平均点は10点満点で6.55点となっている。サイト側による批評家の見解の要約は「『ビトウィーン・トゥ・ファーンズ: ザ・ムービー』はWeb上のミニシリーズを長編映画にまで膨らませることの困難さを示しているが、それでもなお、番組のファンなら満足できるはずである。」となっている。また、Metacriticには13件のレビューがあり、加重平均値は59/100となっている。